# ایکینجی بیله‌جیک
ایکینجی بیله‌جیک (به لاتین: İkinci Biləcik) یک منطقه مسکونی در جمهوری آذربایجان است که در شهرستان شکی واقع شده است. ایکینجی بیله‌جیک ۱۱۴۱ نفر جمعیت دارد.